# Worcester (Egyesült Királyság)
Worcester (fonetikusan: [wʊstɚ] kiejtéseⓘ)  város az Egyesült Királyságban, Worcestershire-ban. Mintegy 100 ezer lakója van.

## Fekvése
Közép-Angliában, West Midlands régióban, a Severn folyó partján fekszik, Birminghamtől kb. 45 km-re délnyugatra.

## Története
Katedrálisa a 11-14. században épült.

## Nevezetességei
A város híres termékei a Worcester-porcelán és a Worcester-szósz.

## Nevezetes személyiségek
A városhoz köthető nevezetes emberek:
- Thomas Brock (1847–1922) szobrász
- Lee Cornes (1951) színész
- Edward Elgar (1857–1934) zeneszerző
- Dave Mason (1944) énekes-dalszerző (Traffic)

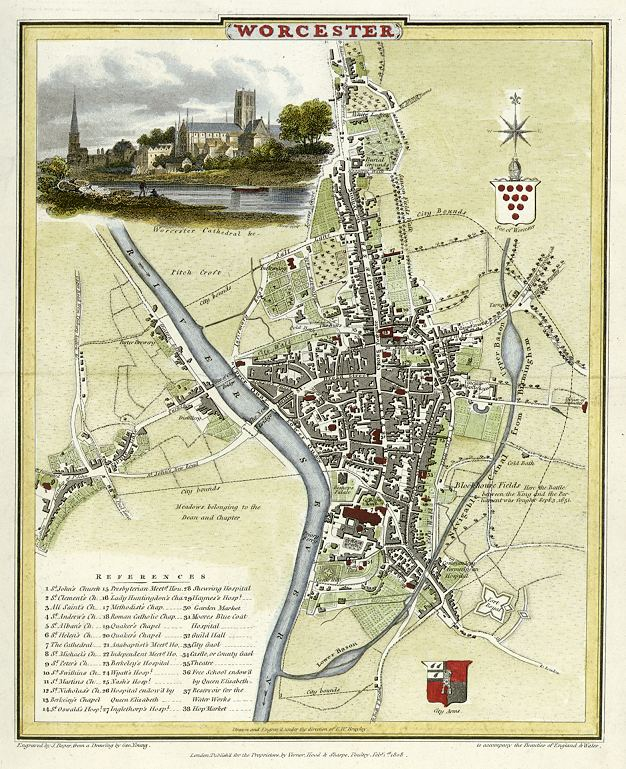
Várostérkép 1806-ból, metszet

- Fay Weldon (1931–2023) író
- Ellen Wood (1814) író